# 斯皮里特萊克鎮區 (愛荷華州迪金森縣)
斯皮里特萊克鎮區（英語：Spirit Lake Township）是位於美國愛荷華州迪金森縣的一個行政鎮區。

## 地方資料
根據2010年美國人口普查的數據，斯皮里特萊克鎮區的面積為74.86平方千米，當中陸地面積為49.23平方千米，而水域面積為25.63平方千米。當地共有人口1467人，而人口密度為每平方千米19.6人。